# VAPLITE

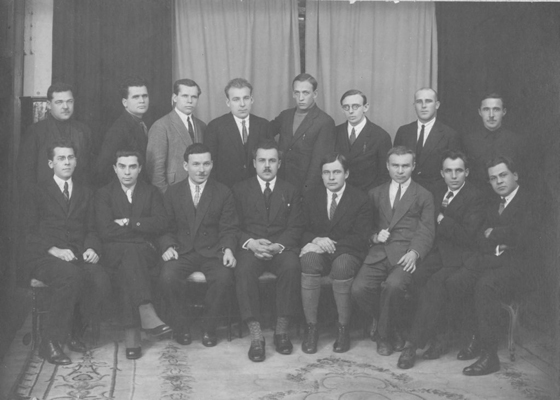
Miembros de VAPLITE en 1926, sentados de izquierda a derecha: Pavlo Tichina, Mikola Jvilovi, Mikola Kulish, Oleksa Slisarenko, Mike Johansen, Gordi Kotsyuba, Petro Punch, Arkadi Lyubchenko. De pie, de izquierda a derecha: Mijailo Maiski, Hrihori Epik, Oleksandr Kopilenko, Iván Senchenko, Pavlo Ivanov, Yuri Smolich, Oles Dosvitni, Iván Dniprovski.

Vilna Akademia Proletarskoi LITEraturi (ВАПЛІТЕ), en ucraniano: Вільна академія пролетарської літератури, «Academia Libre de Literatura Proletaria», fue un grupo literaria en Ucrania. Se creó en Járkov y existió desde enero de 1926 hasta el 28 de enero de 1928. El líder del grupo era Mikola Jvilovi; los presidentes fueron Mijailo Yalovi y más tarde Mikola Kulish; y el secretario era Arkadi Lyubchenko. Dentro de la organización trabajaron activamente los mencionados Mikola Jvilovi, Mijailo Yalovi, Mikola Kulish, además de Oles Dosvitni, Hrihori Epik, Pavlo Tichina, Iván Senchenko, Oleksa Slisarenko, Petro Panch, Mikola Bazhan, Yuri Yanovski, Yuri Smolich, Iván Dniprovski, Oleksandr Kopilenko, etc.

## Historia
Antes de VAPLITE, las principales asociaciones literarias habían sido la Unión de Escritores Proletarios Hart y la Unión de Escritores Campesinos Pluh. Esas organizaciones habían sido en su mayoría educadoras, lo que las distrajo de sus objetivos artísticos literarios.
En 1927 VAPLITE publicaba su revista VAPLITE.
Las opiniones de Mikola Jvilovi dieron lugar a críticas por parte del personal del Partido y del gobierno de la República Socialista Soviética de Ucrania. Ataques especialmente graves sufrió la obra Valdshnepy [Becada], obra de Jvilovi. Debido a las constantes persecuciones, VAPLITE se vio obligada a disolverse en 1928. Los miembros de VAPLITE continuaron su actividad literaria en el almanaque literario Feria Literaria (1928-29) y la organización Politfront. Los miembros de VAPLITE se convirtieron en algunas de las primeras víctimas de las represiones del régimen de Stalin.

## Misión
La organización se basó en la noción de que la creación de la literatura ucraniana moderna puede promoverse aprendiendo de las mejores obras de la cultura de Europa occidental.
A pesar de estar de acuerdo con las estrictas limitaciones burocráticas impuestas por el partido comunista, en cuestiones relacionadas con la agenda literaria, VAPLITE tenía una postura independiente y creía en la fundación de la nueva literatura ucraniana por artistas calificados que tenían como objetivo la superación personal y la investigación y adaptación de las mejores prácticas de la cultura occidental. El líder de VAPLITE fue Mikola Jvilovi, que proclamó su famoso lema «¡Fuera de Moscú!».

## Actividades
A pesar de que los miembros de este grupo solían pertenecer a diferentes partidos, distintos estilos y direcciones en la creatividad artística, VAPLITE era un grupo ideológico. Su principal idea común era el renacimiento cultural de la nación ucraniana. Alejándose de la cultura de Moscú y acercándose a la cultura de Europa occidental. Prestaron gran atención al estudio de las lenguas europeas.
Gracias a la contribución de Mikola Jvilovi —que es considerado el creador de una nueva cosmovisión e ideología— en las actividades de VAPLITE, gradualmente se comenzó a formar una nueva idea de la imagen de Ucrania, la naturaleza de la cultura y la espiritualidad ucraniana.
En 1926, se publicaron dos colecciones de textos: VAPLITE, el primer cuaderno (con artículos y declaraciones) y VAPLITE, el primer almanaque (con obras de arte), y en 1927, seis números de la revista bimensual VAPLITE, que publicaba obras de arte, críticas, artículos teóricos, crónica actual del acontecer literario, etc. Desde el principio, los participantes y la revista estuvieron bajo el minucioso escrutinio de los círculos oficiales. La crítica ideológica de VAPLITE y del propio Mikola Jvilovi se intensificó y se coordinó especialmente después de la formación de Molodnyak y VUSPP (Unión de Escritores Proletarios de Ucrania).